# Battaglia di Governolo (1397)
La battaglia di Governolo ( 28 agosto 1397) appartiene alla guerra tra la lega dei principi italiani e i Visconti. Francesco Gonzaga, capitano del popolo di Mantova, dopo l'entrata dei Milanesi, condotti da Jacopo Dal Verme, nel serraglio di Mantova, si era rifugiato a Governolo dove fu assediato, mentre la flottiglia del duca di Milano stazionava nel Po.
Carlo Malatesta intanto, alleato dei Gonzaga, era corso a Venezia, Ferrara e Bologna per chiedere aiuti a vantaggio del signore di Mantova. In aiuto ai mantovani vennero anche le truppe di Francesco Novello da Carrara, signore di Padova.
Venezia, con sette galee e molte barche, Ferrara con galeoni e Bologna con cinquecento lance agli ordini del conte Giovanni da Barbiano, mossero in aiuto di Governolo ridotta agli estremi.
Carlo Malatesta, alla testa delle truppe raccolte, passato il Po a Bondeno, attaccò improvvisamente l'armatella del Biancardo, e la batté, riuscendo ad entrare in Governolo e a portarvi dei viveri. A Governolo giunse anche il signore di Mantova e diede battaglia al Biancardo sbaragliandolo. Nel frattempo Ferraresi e Mantovani assalirono con le loro navi quelle dei Milanesi mettendoli in rotta.
Dopo questi eventi, il grosso dell'esercito di Jacopo Dal Verme, accampato nel serraglio di Mantova, preso dal panico a causa delle due sconfitte inflittegli dai collegati, abbandonò viveri e bagagli e si diede alla fuga. Caddero così nelle mani dei vincitori, oltre ai bagagli e ai viveri, oltre duemila cavalli e cinquanta navi armate.